# Eilversdorf
Eilversdorf, auch Eilwersdorf, Eilwardesdorp oder Ilversdorf, war ein mittelalterliches Kloster in der Nähe von Lodersleben bei Querfurt. Die Gründung des Klosters erfolgte spätestens zu Beginn des 12. Jahrhunderts. Das Kloster wurde 1558 aufgehoben. Die Klosterkirche war dem heiligen Bruno von Querfurt geweiht.